# Puget-sur-Argens
Puget-sur-Argens település Franciaországban, Var megyében. Lakosainak száma 8473 fő (2022. január 1.). Puget-sur-Argens Bagnols-en-Forêt, Fréjus és Roquebrune-sur-Argens községekkel határos.

## Népesség
A település népességének változása:
| Lakosok száma | 7116 | 7528 | 7960 | 8097 | 8064 | 8062 | 8061 | 8195 | 8473 |
|               | 2013 | 2015 | 2016 | 2017 | 2018 | 2019 | 2020 | 2021 | 2022 |